# Панорамування

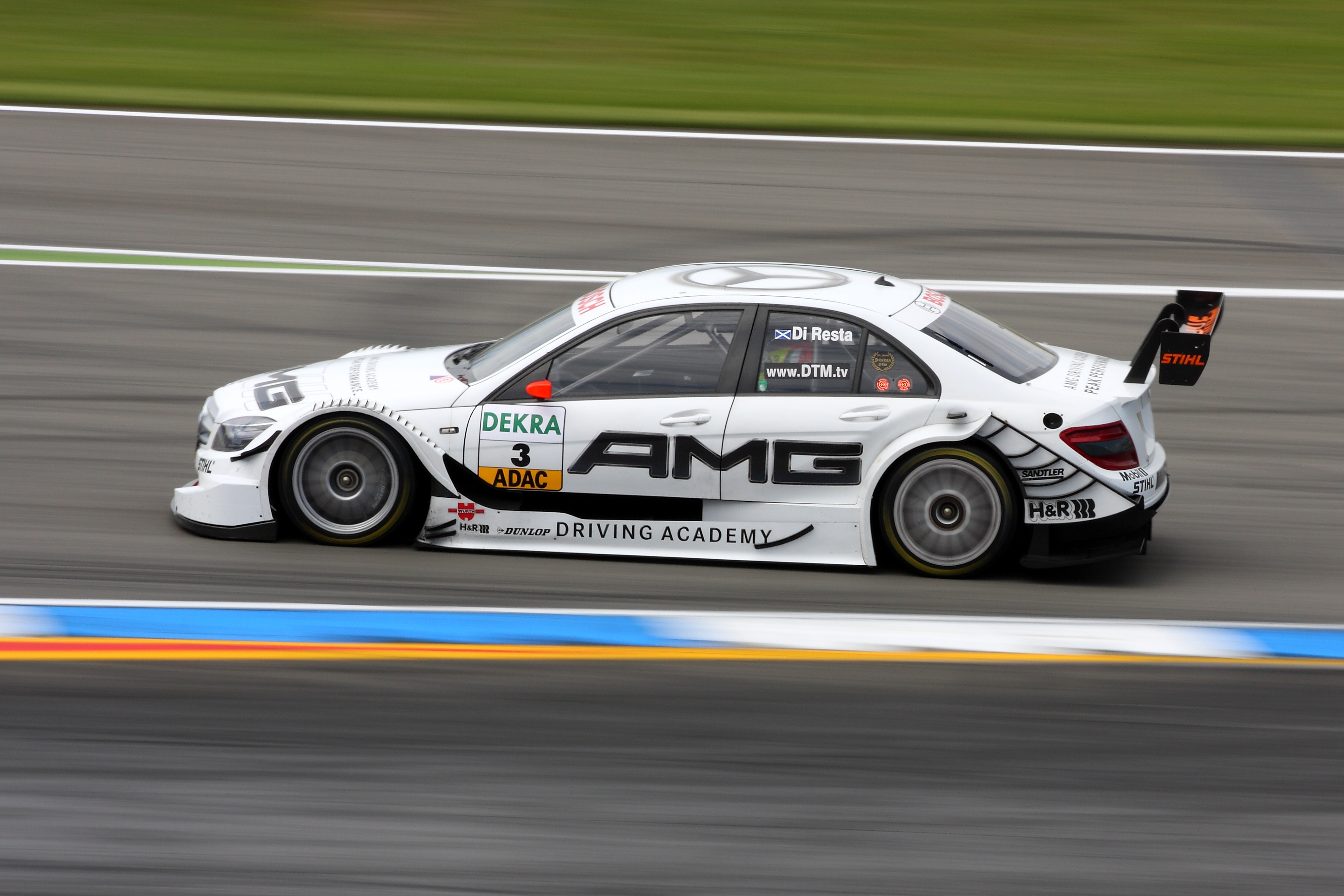
Приклад панорамування при фотозйомці (Витримка: 1/80)

Панорамува́ння — творчий прийом, що здійснюється поворотом кіно- або фотокамери навколо вертикальної або горизонтальної осі при безперервній зйомці великого простору або рухомого об'єкта.
В фотографії цим терміном також позначають спосіб створення панорамних фотографій, іноді — розмиття рухом (зйомка з проводкою), прийом фотозйомки, що полягає в утриманні в кадрі рухомого об'єкта таким чином, що зображення рухомого об'єкта лишається різким, а зображення фону — розмитим по лінії руху об'єкта, завдяки чому підкреслюється динамізм сюжету.
Проводка виконується за допомогою плавного проходження об'єктива за об'єктом, синхронізуючи це переміщення з об'єктом таким чином, щоб він був зафіксований в одному місці кадру.
При зйомці з проводкою та використанні фотоспалаху важливим є вибір моменту синхронізації спалаху — по відкриванню або закриванню затвора фотоапарата.